# Tom Natsworthy
Tom Natsworthy é a heroína da serie fantástica Mortal Engines Quartet, escrita pelo autor britânico Philip Reeve.

## História e a vida
Tom Natsworthy recebeu o título de London.

## Aparições na mídia

### Filme
No filme Mortal Engines, uma adaptação do primeiro livro. Tom é interpretada pela Robert Sheehan.